# Bel en de draak
Bel en de draak of Van den Bel en den Draak te Babel is een toevoeging aan Daniël in de Hebreeuwse Bijbel. Het hoort tot het derde deel van Daniël en werd oorspronkelijk in het Grieks geschreven. Deze delen komen niet voor in de Masoretische Tekst, maar alleen in de Septuagint (de Griekse vertaling van de Hebreeuwse Bijbel). Deze werken behoren tot de deuterocanonieke boeken tussen de Hebreeuwse Bijbel en het Nieuwe Testament in. Ze staan wel in katholieke Bijbelvertalingen, maar protestantse laten deze delen weg.
Deze toevoeging bestaat uit twee verhalen, die wat thematiek betreft echter sterk met elkaar verwant zijn.
1. In het eerste verhaal ontmaskert Daniël de Babylonische god Bel als een afgod. Elke avond werd namelijk voedsel neergezet voor het beeld van de godheid, dat in een afgesloten tempel stond. Elke volgende morgen was het voedsel verdwenen. Iedereen, de koning incluis, dacht dat Bel het voedsel at. Door 's avonds voor het afsluiten van de tempel as te strooien op de grond, weet Daniël aan te tonen dat niet Bel het voedsel eet, maar dat de priesters van Bel zich 's nachts door een geheime gang toegang verschaffen tot de tempel om het voedsel weg te halen. Wanneer de koning het bedrog ontdekt, rekent hij af met de priesters van Bel en Daniël mag het beeld en de tempel vernietigen.
2. In het tweede verhaal is sprake van een grote draak die door de Babyloniërs vereerd wordt. De koning daagt Daniël uit: Bel bleek geen levende god te zijn, maar deze draak is dit zeker wel. Waarom wil Daniël hem dan niet als god vereren? Daniël werpt echter tegen dat wanneer hij in staat zal blijken het dier zonder zwaard of stok te doden, daarmee is aangetoond dat de draak geen echte godheid is. De koning zegt dat Daniël dat dan maar moet proberen. Daarop maakt Daniël koeken met graten erin, waardoor de draak van binnen wordt opengereten en sterft. De Babyloniërs zijn echter woedend. Als wraak gooien zij Daniël in de leeuwenkuil, waar hij zes dagen lang verblijft. Doordat de profeet Habakuk hem echter op wonderbaarlijke wijze met soep en brood te hulp komt, blijft hij in leven. Als Daniël op de zevende dag nog blijkt te leven, wordt hij uit de leeuwenkuil bevrijd.

In beide verhalen staat opnieuw Daniëls wijsheid centraal. Verder vormen de verhalen een duidelijke apologie voor het monotheïsme: er is maar één God en alle andere vermeende goden zijn niet meer dan krachteloze afgoden. Deze thematiek vinden we vaker in Joodse verhalen uit deze periode.